# Sandwich (banda)
Sandwich es una banda de rock filipino que se formó en 1995 por Raimund Marasigan y Diego Castillo, con el fin de cumplir con su deseo común de trabajar juntos. Castillo con la contratación de sus excompañeros de la banda (de la experiencia de Aga de Muhlach) y Mike Dizon (apodado el de dientes) para tocar la batería y Myrene Academia para realizar las operaciones en el bajo. Marasigan fue también juez en un concurso en donde conoció a Marc Abaya, cuando el interpretaba la canción con su banda llamada Beastie Boys, con el tema musical Frijoles Shirley. Luego fue contratado por Marasigan para ser su vocalista en su banda.

## Miembros
- Myrene Academia (bajo / coros)
- Mong Alcaraz (guitarra / coros / teclado)
- Diego Castillo (guitarra y coros)
- Mike Dizon (batería)
- Raimund Marasigan (voz / guitarra)

## Antiguos miembros
- Marc Abaya (de Kjwan) (guitarra / voz)
- Bryan González (de Limelight) (guitarra / voz)

## Discografía

### Álbumes de estudio
- Grip Stand Throw (1998)
- 4-Track Mind (2000)
- Gracias a la gravitatoria de la luna Pull (2003)
- Cinco en la planta (2006)
- S Marks the Spot (2008)
- Contra Tiempo (2010)
- Fat Salt & Flame (2013)
- Debris (2015)

### Síngles
- Grip, Stand, Throw
- Mariposa de Carnaval
- Sakyanos
- Arte Para Di Too
- Quizás
- Alimento para el alma
- Horquilla
- Algunas veces
- Now Right Now
- Dos Trick Pony
- Nahuhulog
- Humanda Ka (Tantra Soundtrack)
- Masilungan
- Sugod
- Walang Kadala-dala
- DVDx
- "Super Noypi" para la película del mismo nombre.
- Las quemaduras de sol
- "Zaido (Pulis Pangkalawakan)" para el Teleserye de TV del mismo título.
- Deviously
- Betamax
- Sellos
- Manila